# Kristov monogram
Kristov monogram ili IX monogram, također i XI monogram, oblik je ranokršćanskih monograma, koji izgleda kao drveni kotač s prečkama. "Prečke" mogu biti i same, bez kruga okolo. IX monogram oblikovan je spajanjem grčkih slova I (jota) za IĒSOYS (grč. Isus) i X (hi) za KHRISTOS (grč. Krist). Često se može naći na ranokršćanskim grobnicama.

## Također pogledajte
- Ihtis
- Kristogram
- Kršćanski simboli

## Vanjske poveznice
|  | Zajednički poslužitelj ima još gradiva o temi Kristov monogram |

| Portal:Kršćanstvo | Portal: Kršćanstvo |